# Anxo (prénom)
Pour les articles homonymes, voir Anxo.
Anxo est un prénom masculin galicien pouvant désigner :

## Prénom
- Anxo Angueira (gl) (né en 1961), écrivain et spécialiste espagnol en littérature galicienne
- Anxo Rei Ballesteros (gl) (1952-2008), romancier et dramaturge espagnol
- Miguel Anxo Fernández Lores (1954-), médecin et homme politique galicien
- Miguel Anxo Fernán-Vello (né en 1958), écrivain et homme politique galicien
- Anxo Carbajal (gl) (né en 1965), acteur espagnol
- Xosé Anxo Laxe (gl) (né en 1954), homme politique espagnol
- Anxo Lorenzo (en) (né en 1974), musicien et accordéoniste espagnol
- Anxo Quintana (en) (né en 1959), homme politique espagnol
- Anxo Quintela (gl) (né en 1960), écrivain et journaliste espagnol

## Surnom
- Anxo Mato (en) (Ángel Pose) (né en 1982), joueur espagnol de football